# Cymbidium tracyanum
Espèce
Statut de conservation UICN

 LC  : Préoccupation mineure
Statut CITES
Cymbidium tracyanum est une espèce d'orchidées du genre Cymbidium originaire d'Asie du Sud-Est.